# Anagennisi Dherynia
Anagennisi Dherynia (Grieks: Αναγέννηση Δερύνειας) is een Cypriotische omnisportvereniging uit Deryneia bij Famagusta.
De club werd in 1920 opgericht en de voetbalafdeling sloot zich in 1972 aan bij de Cypriotische voetbalbond. In 2011 speelde de club na twee promoties op rij terug het hoogste niveau. In 2012 degradeerde de club naar de Cypriotische tweede divisie. Na vier jaar kon de club weer promoveren.
De club heeft ook een volleybalafdeling die op het hoogste niveau speelt en tweemaal de beker won.

## Erelijst voetbal
- Cypriotische Tweede Divisie

1999, 2003
Achyronas · 
Agia Napa ·
ASIL Lysi ·
Akritas Chlorakas ·
Digenis Morfou ·
Digenis Ypsonas · 
ENAD Polis Chrysochous ·
Enosis Neon Paralimni ·
Ermis Aradippou ·
MEAP Nisou ·
Olympiakos Nicosia ·
Omonia 29is Maiou ·
Omonia Aradippou · 
PAEEK · 
Peyia 2014 FC ·
PO Xylotympou 2006 ·